# اسکادرال لافایت (فیلم)
اسکادرال لافایت (انگلیسی: Lafayette Escadrille) فیلمی در ژانر جنگی و رمانتیک به کارگردانی ویلیام ولمن است که در سال ۱۹۵۸ منتشر شد.

## بازیگران
- تب هانتر
- دیوید جانسن
- مارسل دالیو
- کلینت ایستوود
- برت هالسی
- جیمز گارنر
- تام واتسون
- ویلیام ولمن
- پائول فیکس
- ریموند بیلی
- تام لافلین
- لویی ژ. گانیه